# Резолюция Совета Безопасности ООН 914
Резолюция Совета Безопасности Организации Объединённых Наций 914 (код — S/RES/914), принятая 27 апреля 1994 года, сославшись на резолюции 908 (1994) и 913 (1994), совет, действуя на основании главы VII Устава ООН, увеличил численность Сил ООН по защите (UNPROFOR) дополнительно на 6550 военнослужащих, 150 военных наблюдателей и 275 гражданских полицейских наблюдателей.